# Loos-en-Gohelle Communal Cemetery
Loos-en-Gohelle Communal Cemetery is een begraafplaats gelegen in de Franse plaats Loos-en-Gohelle (Pas-de-Calais). De militaire graven worden onderhouden door de Commonwealth War Graves Commission.
De begraafplaats telt 2 geïdentificeerde Gemenebest graven uit de Tweede Wereldoorlog.